# Hệ thống Cronquist
Hệ thống Cronquist là một hệ thống phân loại thực vật có hoa (hay thực vật hạt kín) do Arthur Cronquist (1919-1992) phát triển trong các sách An Integrated System of Classification of Flowering Plants (Hệ thống hợp nhất phân loại thực vật có hoa) năm 1981 và The Evolution and Classification of Flowering Plants (Tiến hóa và phân loại thực vật có hoa) năm 1968; ấn bản lần thứ 2 năm 1988 của ông.
Hệ thống Cronquist chia thực vật có hoa thành hai lớp rộng lớn là Magnoliopsida (thực vật hai lá mầm) và Liliopsida (thực vật một lá mầm). Trong các lớp này, các bộ có liên quan được gộp cùng nhau thành các phân lớp.
Sơ đồ này hiện tại vẫn còn được sử dụng rộng rãi, hoặc là dưới dạng nguyên bản hoặc dưới dạng các phiên bản đã chỉnh sửa lại, nhưng theo xu hướng hiện tại thì nhiều nhà thực vật học đã và đang chấp nhận phân loại của Angiosperm Phylogeny Group cho các bộ và họ thực vật có hoa, gọi là hệ thống APG II với phiên bản chính thức có vào năm 2003.
Hệ thống Cronquist như được trình bày trong An Integrated System of Classification of Flowering Plants (1981) bao gồm 321 họ thuộc 64 bộ trong 11 phân lớp:

## LớpMagnoliopsida

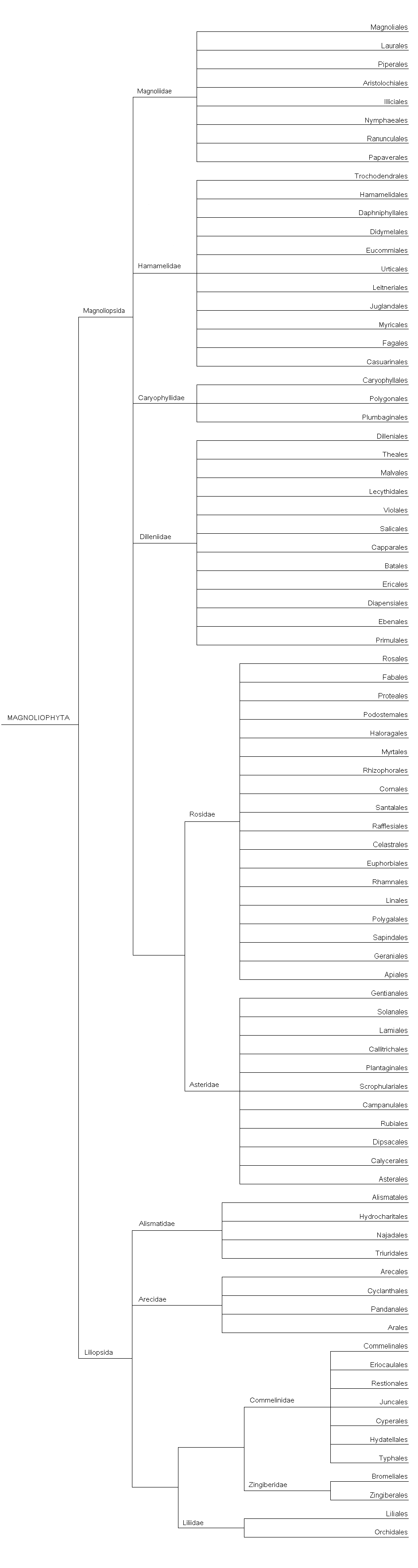
Biểu đồ hệ thống Cronquist

1. Phân lớp Magnoliidae (chủ yếu là hai lá mầm cơ sở)
  1. Bộ Magnoliales
    1. Winteraceae
    2. Degeneriaceae
    3. Himantandraceae
    4. Eupomatiaceae
    5. Austrobaileyaceae
    6. Magnoliaceae (họ Mộc lan)
    7. Lactoridaceae
    8. Annonaceae
    9. Myristicaceae
    10. Canellaceae

  2. Bộ Laurales
    1. Amborellaceae
    2. Trimeniaceae
    3. Monimiaceae
    4. Gomortegaceae
    5. Calycanthaceae
    6. Idiospermaceae
    7. Lauraceae (họ Nguyệt quế)
    8. Hernandiaceae

  3. Bộ Piperales
    1. Chloranthaceae
    2. Saururaceae
    3. Piperaceae (họ Hồ tiêu)

  4. Bộ Aristolochiales
    1. Aristolochiaceae

  5. Bộ Illiciales
    1. Illiciaceae
    2. Schisandraceae

  6. Bộ Nymphaeales
    1. Nelumbonaceae
    2. Nymphaeaceae
    3. Barclayaceae
    4. Cabombaceae
    5. Ceratophyllaceae

  7. Bộ Ranunculales
    1. Ranunculaceae
    2. Circaeasteraceae
    3. Berberidaceae
    4. Sargentodoxaceae
    5. Lardizabalaceae
    6. Menispermaceae
    7. Coriariaceae
    8. Sabiaceae

  8. Bộ Papaverales
    1. Papaveraceae
    2. Fumariaceae
2. Phân lớp Hamamelidae [nguyên văn, chính xác là Hamamelididae]
  1. Bộ Trochodendrales
    1. Tetracentraceae
    2. Trochodendraceae

  2. Bộ Hamamelidales
    1. Cercidiphyllaceae
    2. Eupteleaceae
    3. Platanaceae
    4. Hamamelidaceae
    5. Myrothamnaceae

  3. Bộ Daphniphyllales
    1. Daphniphyllaceae

  4. Bộ Didymelales
    1. Didymelaceae

  5. Bộ Eucommiales
    1. Eucommiaceae

  6. Bộ Urticales
    1. Barbeyaceae
    2. Ulmaceae
    3. Cannabaceae
    4. Moraceae
    5. Cecropiaceae
    6. Urticaceae

  7. Bộ Leitneriales
    1. Leitneriaceae

  8. Bộ Juglandales
    1. Rhoipteleaceae
    2. Juglandaceae

  9. Bộ Myricales
    1. Myricaceae

  10. Bộ Fagales
    1. Balanopaceae
    2. Ticodendraceae
    3. Fagaceae
    4. Nothofagaceae
    5. Betulaceae

  11. Bộ Casuarinales
    1. Casuarinaceae
3. Phân lớp Caryophyllidae
  1. Bộ Caryophyllales
    1. Phytolaccaceae
    2. Achatocarpaceae
    3. Nyctaginaceae
    4. Aizoaceae
    5. Didiereaceae
    6. Cactaceae (họ Xương rồng)
    7. Chenopodiaceae
    8. Amaranthaceae
    9. Portulacaceae
    10. Basellaceae
    11. Molluginaceae
    12. Caryophyllaceae

  2. Bộ Polygonales
    1. Polygonaceae

  3. Bộ Plumbaginales
    1. Plumbaginaceae
4. Phân lớp Dilleniidae
  1. Bộ Dilleniales
    1. Dilleniaceae
    2. Paeoniaceae

  2. Bộ Theales
    1. Ochnaceae
    2. Sphaerosepalaceae
    3. Sarcolaenaceae
    4. Dipterocarpaceae
    5. Caryocaraceae
    6. Theaceae (họ Chè/Trà)
    7. Actinidiaceae
    8. Scytopetalaceae
    9. Pentaphylacaceae
    10. Tetrameristaceae
    11. Pellicieraceae
    12. Oncothecaceae
    13. Marcgraviaceae
    14. Quiinaceae
    15. Elatinaceae
    16. Paracryphiaceae
    17. Medusagynaceae
    18. Clusiaceae

  3. Bộ Malvales
    1. Elaeocarpaceae
    2. Tiliaceae
    3. Sterculiaceae
    4. Bombacaceae
    5. Malvaceae

  4. Bộ Lecythidales
    1. Lecythidaceae

  5. Bộ Nepenthales
    1. Sarraceniaceae
    2. Nepenthaceae
    3. Droseraceae

  6. Bộ Violales
    1. Flacourtiaceae
    2. Peridiscaceae
    3. Bixaceae
    4. Cistaceae
    5. Huaceae
    6. Lacistemataceae
    7. Scyphostegiaceae
    8. Stachyuraceae
    9. Violaceae (họ Hoa tím)
    10. Tamaricaceae
    11. Frankeniaceae
    12. Dioncophyllaceae
    13. Ancistrocladaceae
    14. Turneraceae
    15. Malesherbiaceae
    16. Passifloraceae
    17. Achariaceae
    18. Caricaceae
    19. Fouquieriaceae
    20. Hoplestigmataceae
    21. Cucurbitaceae
    22. Datiscaceae
    23. Begoniaceae
    24. Loasaceae

  7. Bộ Salicales
    1. Salicaceae

  8. Bộ Capparales
    1. Tovariaceae
    2. Capparaceae
    3. Brassicaceae
    4. Moringaceae
    5. Resedaceae

  9. Bộ Batales
    1. Gyrostemonaceae
    2. Bataceae

  10. Bộ Ericales
    1. Cyrillaceae
    2. Clethraceae
    3. Grubbiaceae
    4. Empetraceae
    5. Epacridaceae
    6. Ericaceae
    7. Pyrolaceae
    8. Monotropaceae

  11. Bộ Diapensiales
    1. Diapensiaceae

  12. Bộ Ebenales
    1. Sapotaceae
    2. Ebenaceae
    3. Styracaceae
    4. Lissocarpaceae
    5. Symplocaceae

  13. Bộ Primulales
    1. Theophrastaceae
    2. Myrsinaceae
    3. Primulaceae
5. Phân lớp Rosidae
  1. Bộ Rosales
    1. Brunelliaceae
    2. Connaraceae
    3. Eucryphiaceae
    4. Cunoniaceae
    5. Davidsoniaceae
    6. Dialypetalanthaceae
    7. Pittosporaceae
    8. Byblidaceae
    9. Hydrangeaceae
    10. Columelliaceae
    11. Grossulariaceae
    12. Greyiaceae
    13. Bruniaceae
    14. Anisophylleaceae
    15. Alseuosmiaceae
    16. Crassulaceae
    17. Cephalotaceae
    18. Saxifragaceae
    19. Rosaceae (họ Hoa hồng)
    20. Neuradaceae
    21. Crossosomataceae
    22. Chrysobalanaceae
    23. Surianaceae
    24. Rhabdodendraceae

  2. Bộ Fabales
    1. Mimosaceae (họ Trinh nữ)
    2. Caesalpiniaceae (phân họ Vang)
    3. Fabaceae

  3. Bộ Proteales
    1. Elaeagnaceae
    2. Proteaceae

  4. Bộ Podostemales
    1. Podostemaceae

  5. Bộ Haloragales
    1. Haloragaceae
    2. Gunneraceae

  6. Bộ Myrtales
    1. Sonneratiaceae
    2. Lythraceae
    3. Penaeaceae
    4. Crypteroniaceae
    5. Thymelaeaceae
    6. Trapaceae
    7. Myrtaceae
    8. Punicaceae
    9. Onagraceae
    10. Oliniaceae
    11. Melastomataceae
    12. Combretaceae
    13. Alzateaceae
    14. Memecylaceae
    15. Rhyncocalycaceae

  7. Bộ Rhizophorales
    1. Rhizophoraceae

  8. Bộ Cornales
    1. Alangiaceae
    2. Nyssaceae
    3. Cornaceae
    4. Garryaceae

  9. Bộ Santalales
    1. Medusandraceae
    2. Dipentodontaceae
    3. Olacaceae
    4. Opiliaceae
    5. Santalaceae
    6. Misodendraceae
    7. Loranthaceae
    8. Viscaceae
    9. Eremolepidaceae
    10. Balanophoraceae

  10. Bộ Rafflesiales
    1. Hydnoraceae
    2. Mitrastemonaceae
    3. Rafflesiaceae

  11. Bộ Celastrales
    1. Geissolomataceae
    2. Celastraceae
    3. Hippocrateaceae
    4. Stackhousiaceae
    5. Salvadoraceae
    6. Aquifoliaceae
    7. Icacinaceae
    8. Aextoxicaceae
    9. Cardiopteridaceae
    10. Corynocarpaceae
    11. Dichapetalaceae
    12. Tepuianthaceae

  12. Bộ Euphorbiales
    1. Buxaceae
    2. Simmondsiaceae
    3. Pandaceae
    4. Euphorbiaceae

  13. Bộ Rhamnales
    1. Rhamnaceae
    2. Leeaceae
    3. Vitaceae

  14. Bộ Linales
    1. Erythroxylaceae
    2. Humiriaceae
    3. Ixonanthaceae
    4. Hugoniaceae
    5. Linaceae

  15. Bộ Polygalales
    1. Malpighiaceae
    2. Vochysiaceae
    3. Trigoniaceae
    4. Tremandraceae
    5. Polygalaceae
    6. Xanthophyllaceae
    7. Krameriaceae

  16. Bộ Sapindales
    1. Staphyleaceae
    2. Melianthaceae
    3. Bretschneideraceae
    4. Akaniaceae
    5. Sapindaceae
    6. Hippocastanaceae
    7. Aceraceae
    8. Burseraceae
    9. Anacardiaceae
    10. Julianiaceae
    11. Simaroubaceae
    12. Cneoraceae
    13. Meliaceae
    14. Rutaceae
    15. Zygophyllaceae

  17. Bộ Geraniales
    1. Oxalidaceae
    2. Geraniaceae
    3. Limnanthaceae
    4. Tropaeolaceae
    5. Balsaminaceae

  18. Bộ Apiales
    1. Araliaceae
    2. Apiaceae
6. Phân lớp Asteridae
  1. Bộ Gentianales
    1. Loganiaceae
    2. Retziaceae
    3. Gentianaceae (họ Long đởm)
    4. Saccifoliaceae
    5. Apocynaceae
    6. Asclepiadaceae

  2. Bộ Solanales
    1. Duckeodendraceae
    2. Nolanaceae
    3. Solanaceae (họ Cà)
    4. Convolvulaceae
    5. Cuscutaceae
    6. Menyanthaceae
    7. Polemoniaceae
    8. Hydrophyllaceae
    9. Retziaceae

  3. Bộ Lamiales
    1. Lennoaceae
    2. Boraginaceae
    3. Verbenaceae
    4. Lamiaceae (họ Hoa môi)

  4. Bộ Callitrichales
    1. Hippuridaceae
    2. Callitrichaceae
    3. Hydrostachyaceae

  5. Bộ Plantaginales
    1. Plantaginaceae

  6. Bộ Scrophulariales
    1. Buddlejaceae
    2. Oleaceae (họ Ô liu)
    3. Scrophulariaceae
    4. Globulariaceae
    5. Myoporaceae
    6. Orobanchaceae
    7. Gesneriaceae
    8. Acanthaceae
    9. Pedaliaceae
    10. Bignoniaceae
    11. Mendonciaceae
    12. Lentibulariaceae

  7. Bộ Campanulales
    1. Pentaphragmataceae
    2. Sphenocleaceae
    3. Campanulaceae
    4. Stylidiaceae
    5. Donatiaceae
    6. Brunoniaceae
    7. Goodeniaceae

  8. Bộ Rubiales
    1. Rubiaceae
    2. Theligonaceae

  9. Bộ Dipsacales
    1. Caprifoliaceae
    2. Adoxaceae
    3. Valerianaceae
    4. Dipsacaceae

  10. Bộ Calycerales
    1. Calyceraceae

  11. Bộ Asterales
    1. Asteraceae

## LớpLiliopsida
1. Phân lớp Alismatidae
  1. Bộ Alismatales
    1. Butomaceae
    2. Limnocharitaceae
    3. Alismataceae

  2. Bộ Hydrocharitales
    1. Hydrocharitaceae

  3. Bộ Najadales
    1. Aponogetonaceae
    2. Scheuchzeriaceae
    3. Juncaginaceae
    4. Potamogetonaceae
    5. Ruppiaceae
    6. Najadaceae
    7. Zannichelliaceae
    8. Posidoniaceae
    9. Cymodoceaceae
    10. Zosteraceae

  4. Bộ Triuridales
    1. Petrosaviaceae
    2. Triuridaceae
2. Phân lớp Arecidae
  1. Bộ Arecales
    1. Arecaceae (họ Cau dừa)

  2. Bộ Cyclanthales
    1. Cyclanthaceae

  3. Bộ Pandanales
    1. Pandanaceae

  4. Bộ Arales
    1. Acoraceae
    2. Araceae
    3. Lemnaceae
3. Phân lớp Commelinidae
  1. Bộ Commelinales
    1. Rapateaceae
    2. Xyridaceae
    3. Mayacaceae
    4. Commelinaceae

  2. Bộ Eriocaulales
    1. Eriocaulaceae

  3. Bộ Restionales
    1. Flagellariaceae
    2. Joinvilleaceae
    3. Restionaceae
    4. Centrolepidaceae

  4. Bộ Juncales
    1. Juncaceae
    2. Thurniaceae

  5. Bộ Cyperales
    1. Cyperaceae
    2. Poaceae (họ Hòa thảo)

  6. Bộ Hydatellales
    1. Hydatellaceae

  7. Bộ Typhales
    1. Sparganiaceae
    2. Typhaceae
4. Phân lớp Zingiberidae
  1. Bộ Bromeliales
    1. Bromeliaceae

  2. Bộ Zingiberales
    1. Strelitziaceae
    2. Heliconiaceae
    3. Musaceae
    4. Lowiaceae
    5. Zingiberaceae (họ Gừng)
    6. Costaceae
    7. Cannaceae
    8. Marantaceae
5. Phân lớp Liliidae
  1. Bộ Liliales
    1. Philydraceae
    2. Pontederiaceae
    3. Haemodoraceae
    4. Cyanastraceae
    5. Liliaceae (họ Hành tỏi)
    6. Iridaceae (họ Diên vĩ)
    7. Velloziaceae
    8. Aloeaceae (họ Lô hội)
    9. Agavaceae
    10. Xanthorrhoeaceae
    11. Hanguanaceae
    12. Taccaceae
    13. Stemonaceae
    14. Smilacaceae
    15. Dioscoreaceae

  2. Bộ Orchidales
    1. Geosiridaceae
    2. Burmanniaceae
    3. Corsiaceae
    4. Orchidaceae (họ Lan)